# كريستال ليك (إلينوي)
كريستال ليك (بالإنجليزية: Crystal Lake, Illinois)‏ هي مدينة تقع في الولايات المتحدة في مقاطعة مكهنري، إلينوي. يقدر عدد سكانها بـ 40,743 نسمة .

## التركيبة السكانية
حدّد مكتب تعداد الولايات المتحدة بيانات التركيبة السكانية لكريستال ليك في تعداد الولايات المتحدة. في ما يلي، التركيبة السكانية حسب تعدادي 2000 و2010.

### تعداد عام 2000
بلغ عدد سكان كريستال ليك 38,000 نسمة بحسب تعداد عام 2000، وبلغ عدد الأسر 13,070 أسرة وعدد العائلات 9,852 عائلة مقيمة في المدينة. في حين سجلت الكثافة السكانية 751.3 نسمة لكل كيلومتر مربع (1,945.9/ميل2). وبلغ عدد الوحدات السكنية 13,459 وحدة بمتوسط كثافة قدره 266.1 لكل كيلومتر مربع (689.2/ميل2).
وتوزع التركيب العرقي للمدينة بنسبة 94.07% من البيض و0.56% من الأمريكيين الأفارقة و0.16% من الأمريكيين الأصليين و1.97% من الأمريكيين ذوي الأصول الآسيوية و0.02% من سكان جزر المحيط الهادئ و2.17% من الأعراق الأخرى و1.05% من عرقين مختلطين أو أكثر و7.01% من الهسبانيون أو اللاتينيون من أي عرق.
بلغ عدد الأسر 13,070 أسرة كانت نسبة 46.1% منها لديها أطفال تحت سن الثامنة عشر تعيش معهم، وبلغت نسبة الأزواج القاطنين مع بعضهم البعض 64.1% من أصل المجموع الكلي للأسر، ونسبة 8.4% من الأسر كان لديها معيلات من الإناث دون وجود شريك، بينما كانت نسبة 2.9% من الأسر لديها معيلون من الذكور دون وجود شريكة وكانت نسبة 24.6% من غير العائلات. تألفت نسبة 20.2% من أصل جميع الأسر من عدة أفراد يعيشون في نفس المنزل ونسبة 8.1% كانت تتألف من شخص يعيش بمفرده يبلغ من العمر 65 عاماً أو أكثر. وبلغ متوسط حجم الأسرة المعيشية 2.89، أما متوسط حجم العائلات فبلغ 3.36.
بلغ العمر الوسطي للسكان 34.1 عاماً. وكانت نسبة 31.6% من القاطنين تحت سن الثامنة عشر، وكانت نسبة 6.7% بين الثامنة عشر والرابعة والعشرين عاماً، ونسبة 33% كانت واقعةً في الفئة العمرية ما بين الخامسة والعشرين والرابعة والأربعين عاماً، ونسبة 19.6% كانت ما بين الخامسة والأربعين والرابعة والستين، ونسبة 8.4% كانت ضمن فئة الخامسة والستين عاماً فما فوق. يوجد لكل 100 أنثى 98.4 ذكر، ويوجد لكل 100 أنثى في الثامنة عشر من عمرها فما فوق 93.7 ذكر.
بلغ متوسط دخل الأسرة في المدينة 66,824 دولارًا، أما متوسط دخل العائلة فبلغ 75,593 دولارًا. وكان متوسط دخل الذكور 52,305 دولارًا مقابل 32,364 دولارًا للإناث. وسجل دخل الفرد الخاص بالمدينة 26,234 دولارًا. وكانت نسبة 2.5% من العائلات ونسبة 3.3% من السكان تحت خط الفقر، وكان من هؤلاء نسبة 3.6% تحت سن الثامنة عشر ونسبة 3.8% في الخامسة والستين من العمر وما فوق.

### تعداد عام 2010
بلغ عدد سكان كريستال ليك 40,743 نسمة بحسب تعداد عام 2010، وبلغ عدد الأسر 14,421 أسرة وعدد العائلات 10,551 عائلة مقيمة في المدينة. في حين سجلت الكثافة السكانية 805.5 نسمة لكل كيلومتر مربع (2,086.2/ميل2). وبلغ عدد الوحدات السكنية 15,176 وحدة بمتوسط كثافة قدره 300 لكل كيلومتر مربع (777.0/ميل2).
وتوزع التركيب العرقي للمدينة بنسبة 90.19% من البيض و0.98% من الأمريكيين الأفارقة و0.42% من الأمريكيين الأصليين و2.51% من الأمريكيين ذوي الأصول الآسيوية و0.02% من سكان جزر المحيط الهادئ و4.07% من الأعراق الأخرى و1.80% من عرقين مختلطين أو أكثر و11.71% من الهسبانيون أو اللاتينيون من أي عرق.
بلغ عدد الأسر 14,421 أسرة كانت نسبة 41.5% منها لديها أطفال تحت سن الثامنة عشر تعيش معهم، وبلغت نسبة الأزواج القاطنين مع بعضهم البعض 58.9% من أصل المجموع الكلي للأسر، ونسبة 10.1% من الأسر كان لديها معيلات من الإناث دون وجود شريك، بينما كانت نسبة 4.2% من الأسر لديها معيلون من الذكور دون وجود شريكة وكانت نسبة 26.8% من غير العائلات. تألفت نسبة 22.1% من أصل جميع الأسر من عدة أفراد يعيشون في نفس المنزل ونسبة 8.7% كانت تتألف من شخص يعيش بمفرده يبلغ من العمر 65 عاماً أو أكثر. وبلغ متوسط حجم الأسرة المعيشية 2.81، أما متوسط حجم العائلات فبلغ 3.31.
بلغ العمر الوسطي للسكان 37.0 عاماً. وكانت نسبة 28.1% من القاطنين تحت سن الثامنة عشر، وكانت نسبة 8% بين الثامنة عشر والرابعة والعشرين عاماً، ونسبة 26.2% كانت واقعةً في الفئة العمرية ما بين الخامسة والعشرين والرابعة والأربعين عاماً، ونسبة 27.7% كانت ما بين الخامسة والأربعين والرابعة والستين، ونسبة 10% كانت ضمن فئة الخامسة والستين عاماً فما فوق. وتوزع التركيب الجنسي للسكان بنسبة 49.4% ذكور و50.6% إناث.

## المدن التوأمة
مدينة هولتسغيرلينغن هي مدينة توأمة لـكريستال ليك (إلينوي).

## أعلام
- جون ديلبرت فان ألين
- هالي مور
- جيف كوران
- تود ألكوت
- تشارلي بيهان
- هيرب هاريس